# Ophiochiton
Genre
Ophiochiton est un genre d'ophiures de la famille des Ophionereididae.

## Liste d'espèces
Selon World Register of Marine Species (11 novembre 2020) :
- Ophiochiton agassizii (Verrill, 1899)
- Ophiochiton ambulator Koehler, 1897
- Ophiochiton bispinosus Koehler, 1904
- Ophiochiton commixtus Koehler, 1904
- Ophiochiton fastigatus Lyman, 1878
- Ophiochiton inaequalis Koehler, 1904
- Ophiochiton lentus Lyman, 1879
- Ophiochiton megalaspis H.L. Clark, 1939
- Ophiochiton nereis (Lyman, 1883)
- Ophiochiton pratti (Forbes, 1843) †
- Ophiochiton ternispinus Lyman, 1883
- Ophiochiton triphylax (Baker, 1977)

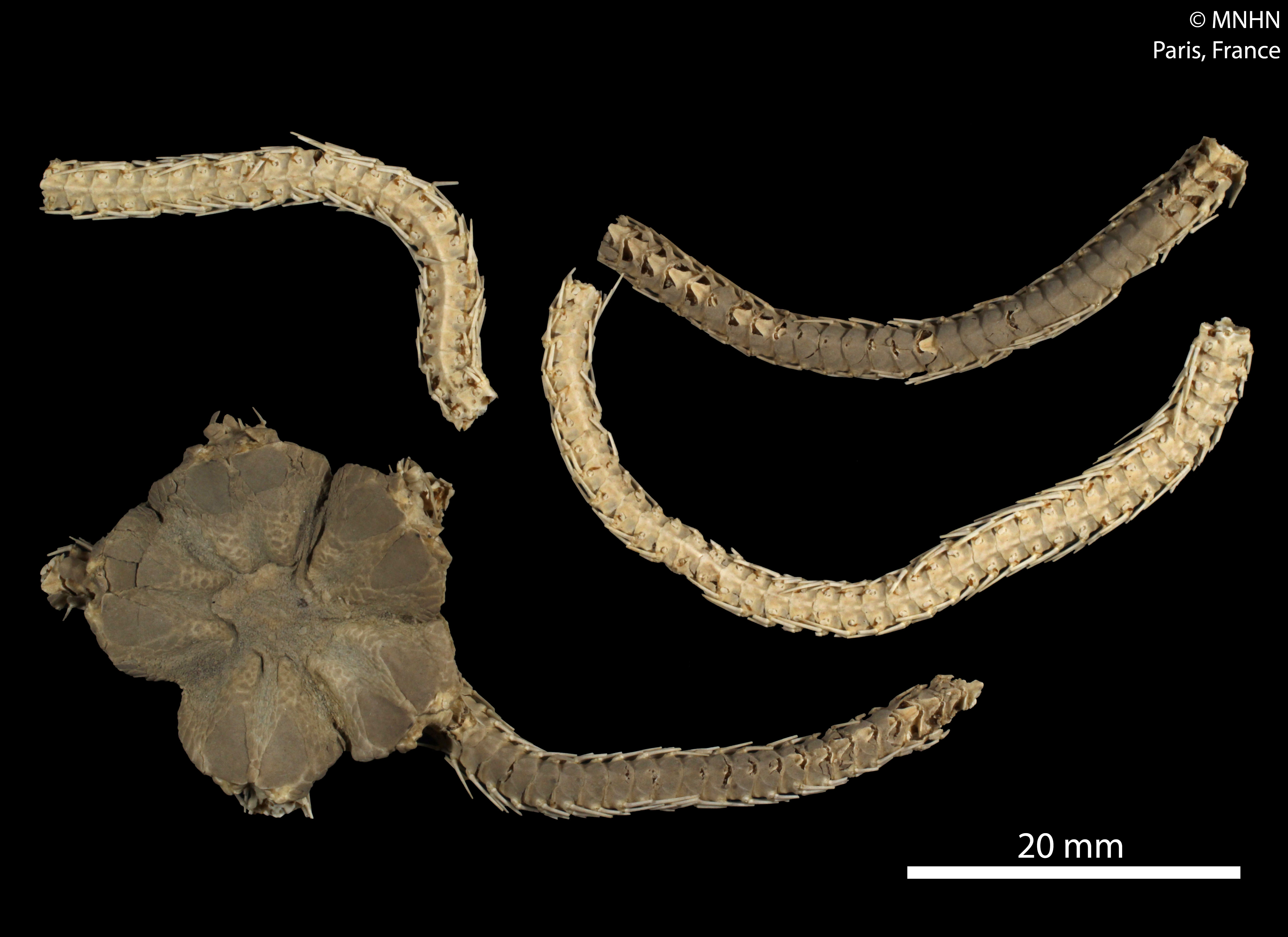
Ophiochiton ambulator
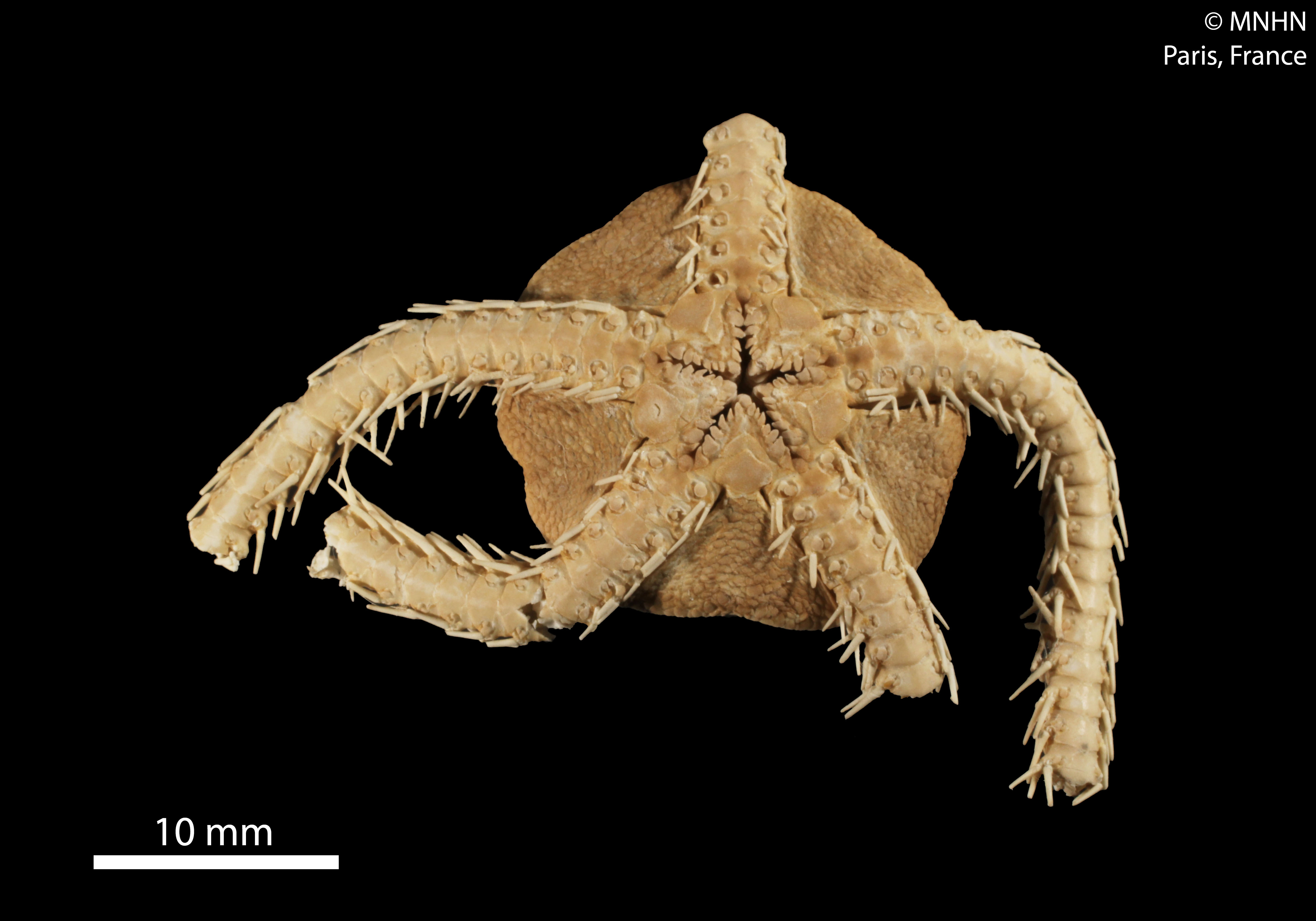
Ophiochiton fastigatus (face orale)
Ophiochiton ternispinus
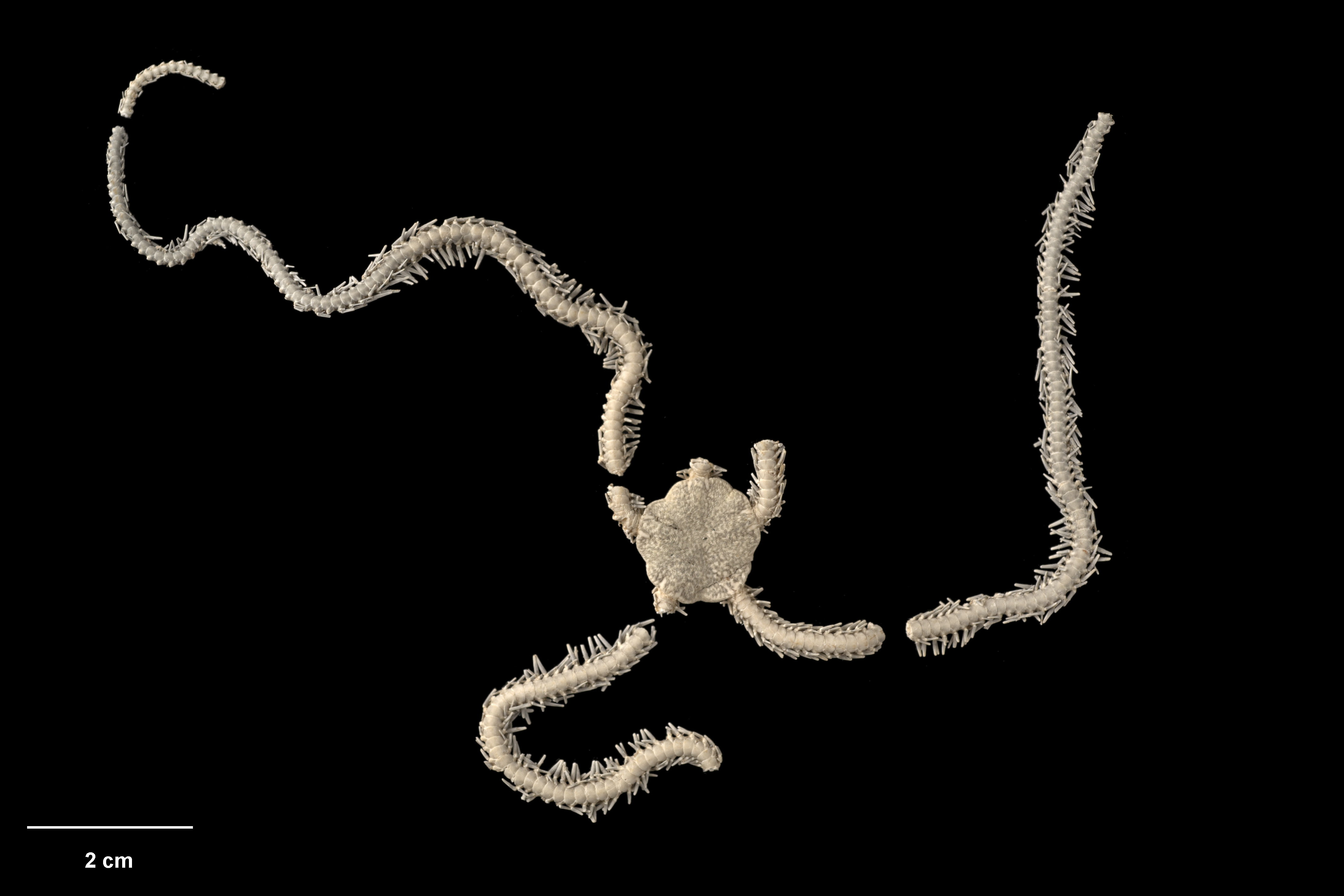
Ophiochiton triphylax